# Wycinki Osowskie
Wycinki Osowskie – wieś w Polsce położona w województwie mazowieckim, w powiecie grodziskim, w gminie Żabia Wola.
W skład sołectwa Wycinki Osowskie wchodzi także wieś Zalesie.
W latach 1975–1998 miejscowość administracyjnie należała do województwa skierniewickiego.